# Chalou-Moulineux
Chalou-Moulineux település Franciaországban, Essonne megyében. Lakosainak száma 380 fő (2022. január 1.). Chalou-Moulineux Chalo-Saint-Mars, Monnerville, Guillerval, Pussay és Congerville-Thionville községekkel határos.

## Népesség
A település népességének változása:
| Lakosok száma | 421  | 430  | 433  | 431  | 417  | 404  | 390  | 383  | 380  |
|               | 2013 | 2015 | 2016 | 2017 | 2018 | 2019 | 2020 | 2021 | 2022 |